# 加藤杲
加藤 杲（かとう あきら、1854年3月22日〈安政元年2月24日〉 - 1938年〈昭和13年〉9月20日）は、明治時代後期から昭和時代戦前の政治家。銀行家。和歌山県和歌山市長。旧姓は茨木、旧名は六之助。

## 経歴
和歌山城下出身。紀州藩家臣の茨木藤助の三男として生まれ、のち加藤仁左衛門の養子となる。1880年（明治13年）和歌山区書記となり、和歌山市収入役、助役を経て、1897年（明治30年）9月から1914年（大正3年）11月まで和歌山市長を務める。その間、1890年（明治23年）3月に和歌山県会議員に当選し、再選を経て1898年（明治31年）9月まで務めた。
財界では、1916年（大正5年）紀陽貯蓄銀行取締役となり、1920年（大正9年）頭取に就任。1922年（大正11年）普通銀行に転換し、紀陽銀行と改称した。ほか、紀伊貯蓄銀行専務取締役、四十三銀行取締役を歴任した。

## 親族
- 兄 茨木惟昭（陸軍中将）
- 娘婿 中松盛雄（官僚、弁護士、弁理士）[3]